# Africa Cup U19 2007
El Africa Cup U19 A del 2007 fue la primera edición del torneo de rugby juvenil para naciones africanas.

## Participantes
- Selección juvenil de rugby de Marruecos
- Selección juvenil de rugby de Namibia (Namibia U19)
- Selección juvenil de rugby de Túnez
- Selección juvenil de rugby de Zimbabue (Sables U19)

## Posiciones
| Pos. | Equipo    | Encuentros | Encuentros | Encuentros | Encuentros | Puntos Totales |
| Pos. | Equipo    | jugados    | ganados    | empatados  | perdidos   | Puntos Totales |
| ---- | --------- | ---------- | ---------- | ---------- | ---------- | -------------- |
| 1    | Namibia   | 3          | 2          | 1          | 0          | 8              |
| 2    | Zimbabue  | 3          | 2          | 0          | 1          | 7              |
| 3    | Marruecos | 3          | 1          | 1          | 1          | 6              |
| 4    | Túnez     | 3          | 0          | 0          | 3          | 3              |

|  | Campeón |

| Bandera de Namibia |
| Campeón Namibia    |
| Primer título      |